# Monsheim
Monsheim ist eine Ortsgemeinde im Landkreis Alzey-Worms in Rheinland-Pfalz. Sie ist Verwaltungssitz der Verbandsgemeinde Monsheim, der sie auch angehört. Monsheim ist gemäß Landesplanung als Grundzentrum ausgewiesen.

## Geographie
Monsheim liegt an der Pfrimm im südlichen Wonnegau in Rheinhessen. Worms liegt ca. 10 Kilometer östlich von Monsheim, zudem grenzt die Gemeinde an den Wormser Stadtteil Pfeddersheim.
Die Gemeinde umfasst die Ortsteile Monsheim und Kriegsheim.
Zum Ortsteil Monsheim gehören auch die Wohnplätze Rüstermühle, Rehhof und Hofgut Holz; zum Ortsteil Kriegsheim der Wohnplatz Wiesenmühle.

## Geschichte

### Urgeschichte
Das Pfrimmtal zählt zu den altbesiedelten Landschaften. Auch aus der Gemarkung Monsheim liegen zahlreiche archäologische Fundstellen vor.
Bedeutend sind die Funde aus Flur Hinkelstein. 1866 wurde hier beim Roden eines Feldes zur Anlage eines Weinberges ein Gräberfeld entdeckt. Dort stand ursprünglich ein etwa zwei Meter hoher Menhir, der im Volksmund „Monsheimer Hinkelstein“ genannt und heute im Schlosshof von Monsheim aufbewahrt wird. Die Funde wurden durch den Mainzer Prähistoriker Ludwig Lindenschmit (1809–1893) untersucht und 1868 beschrieben. Der Wormser Arzt und Prähistoriker Karl Koehl (1847–1929) schlug 1898 für die Funde aus Monsheim den Begriff Hinkelsteintypus vor – heute ist der Ausdruck Hinkelstein-Gruppe üblich. Diese Kultur der Jungsteinzeit existierte etwa von 4900 bis 4800 v. Chr. Die Hinkelstein-Gruppe war hauptsächlich in Teilen von Baden-Württemberg, Rheinland-Pfalz und Hessen verbreitet.

### Geschichte
Die älteste erhaltene Erwähnung des Ortes findet sich im Lorscher Codex mit der Schenkung des Erlwin und Rugang am 18. November 773 über drei Weingüter, eine Hofreite und einen Morgen Land im damaligen Munnesheim. Dies ist eine von insgesamt sechs Schenkungen (Nr. 1208–1213) an das Kloster Lorsch. Auch das Kloster Otterberg war im Ort begütert.
Der erste Rheinhessische Kulturtag fand am 24. und 25. September 1960 in Monsheim statt. Dabei wurde eine Gedenktafel am Schlossturm enthüllt mit dem Hinweis auf die beiden Monsheimer Schlossherren Hans Christoph Freiherr von Gagern und seines Sohnes Heinrich Freiherr von Gagern.
Die heutige Gemeinde entstand am 7. Juni 1969 durch Neubildung aus den Gemeinden Kriegsheim und Monsheim.

### Christentum

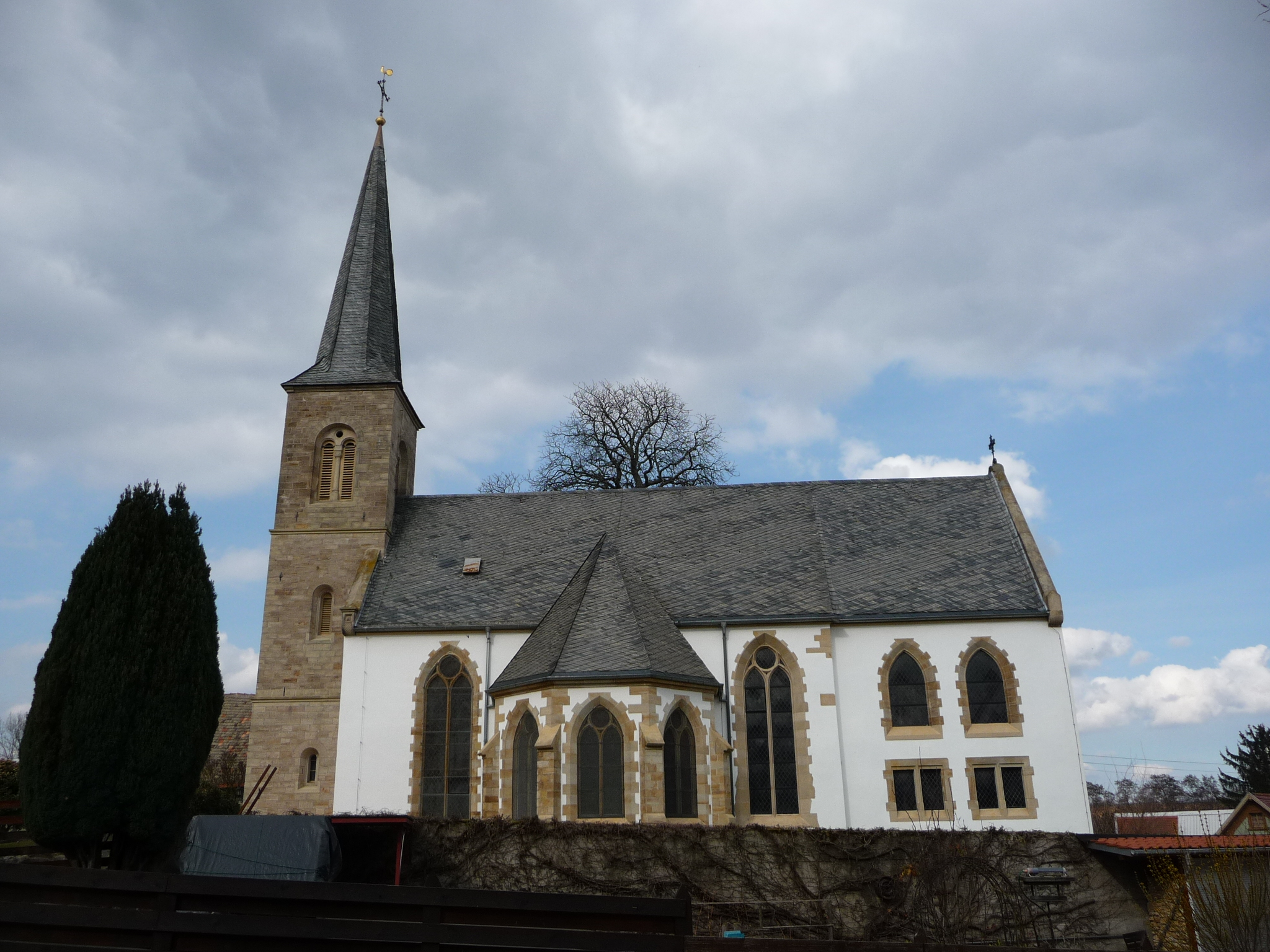
Evangelische Kirche in Monsheim

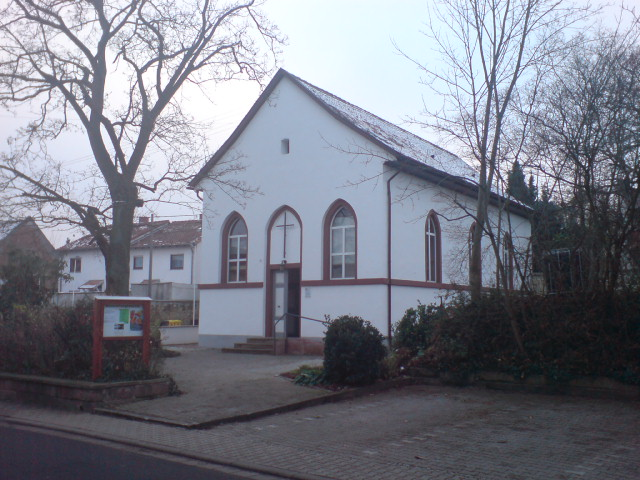
Mennonitenkirche

In Monsheim bestehen Kirchengemeinden der Evangelischen Kirche in Hessen und Nassau, der Römisch-Katholischen Kirche (Bistum Mainz) und der Mennoniten.
Die zwei in der Gemeinde Monsheim befindlichen evangelischen Kirchen sind die Kirche Sankt Georg (erstmals erwähnt 766) und die Kirche in Kriegsheim (erstmals erwähnt 1309).
In Kriegsheim befindet sich auch eine katholische Kirche (erbaut 1864, renoviert 2004), deren Gemeinde vom Pfarrer in Pfeddersheim aus betreut wird.
Des Weiteren findet sich eine Mennonitenkirche (erbaut 1820, renoviert 2007) in Monsheim. Die Mennonitengemeinde geht geschichtlich auf die Täufergemeinde in Kriegsheim zurück, die bereits in der Reformationszeit bestanden hat. 1818 ist es die erste Mennonitengemeinde im süddeutschen Raum, die einen ausgebildeten Theologen als Prediger anstellt.

### Konfessionsstatistik
Gemäß Zensus 2011 waren 53,4 % der Einwohner von Monsheim evangelisch, 23,6 % katholisch und 23,0 % gehörten anderen oder keiner Glaubensgemeinschaft an. Die Zahl der Protestanten und Katholiken ist seitdem gesunken. Derzeit (Stand Ende Oktober 2024) sind von den Einwohnern 38,4 % evangelisch, 19,8 % katholisch und 41,8 % sind konfessionslos, gehören einer anderen Glaubensgemeinschaft an oder haben keine Angabe gemacht.
Für 1601 werden 66 Mennoniten genannt. Ein Teil der Gemeinde schloss sich 1657 den ebenfalls vor Ort aktiven Quäkern an, diese gehörten in der Folge mit zu den ersten deutschen Siedlern in Germantown in Pennsylvania. 1681 werden 52 Mennoniten genannt, 41 werden 1773 gezählt. Im Jahr 2019 hat die Gemeinde 83 Mitglieder.

## Politik

### Gemeinderat

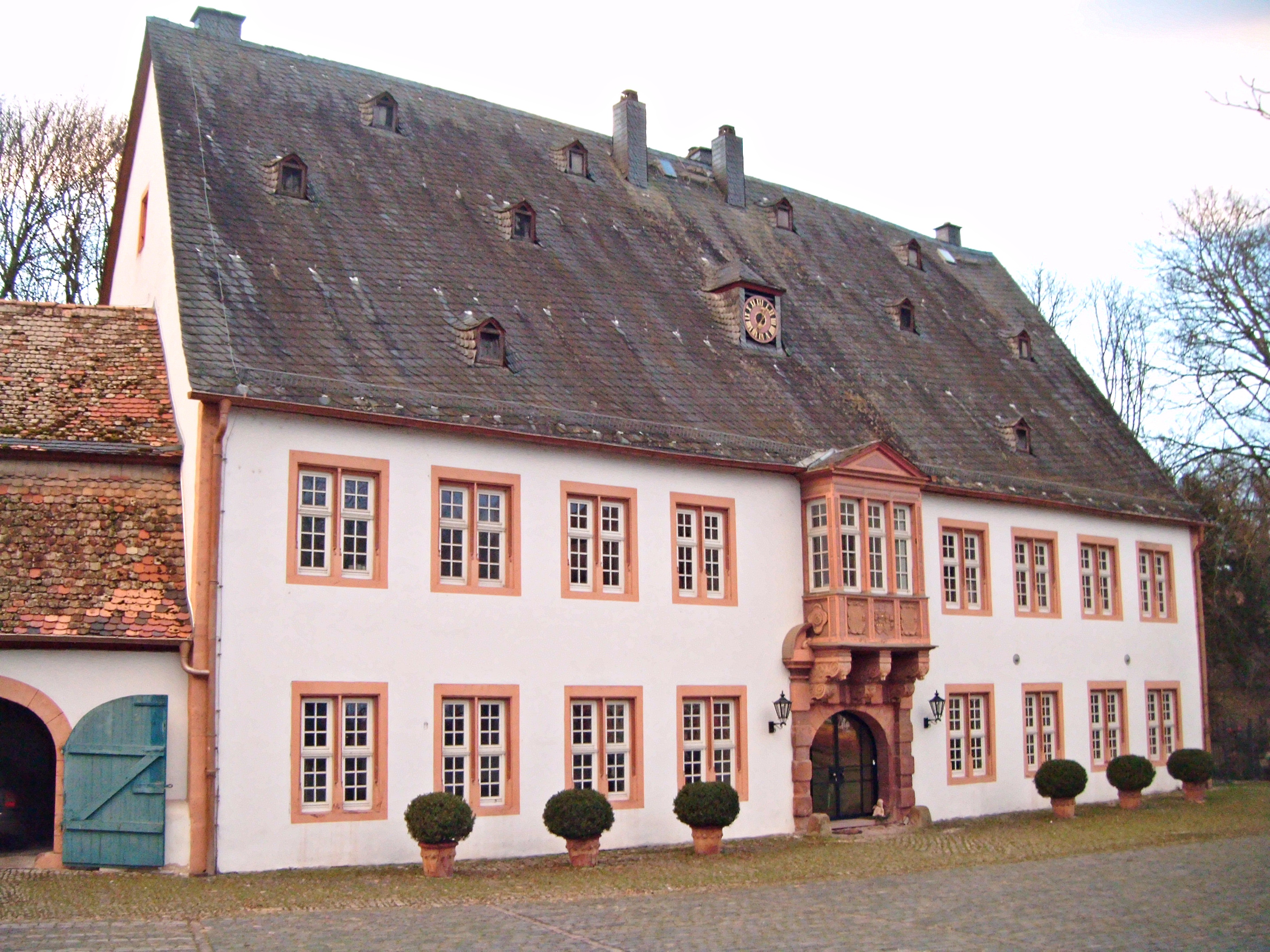
Schloss Monsheim, Hauptgebäude

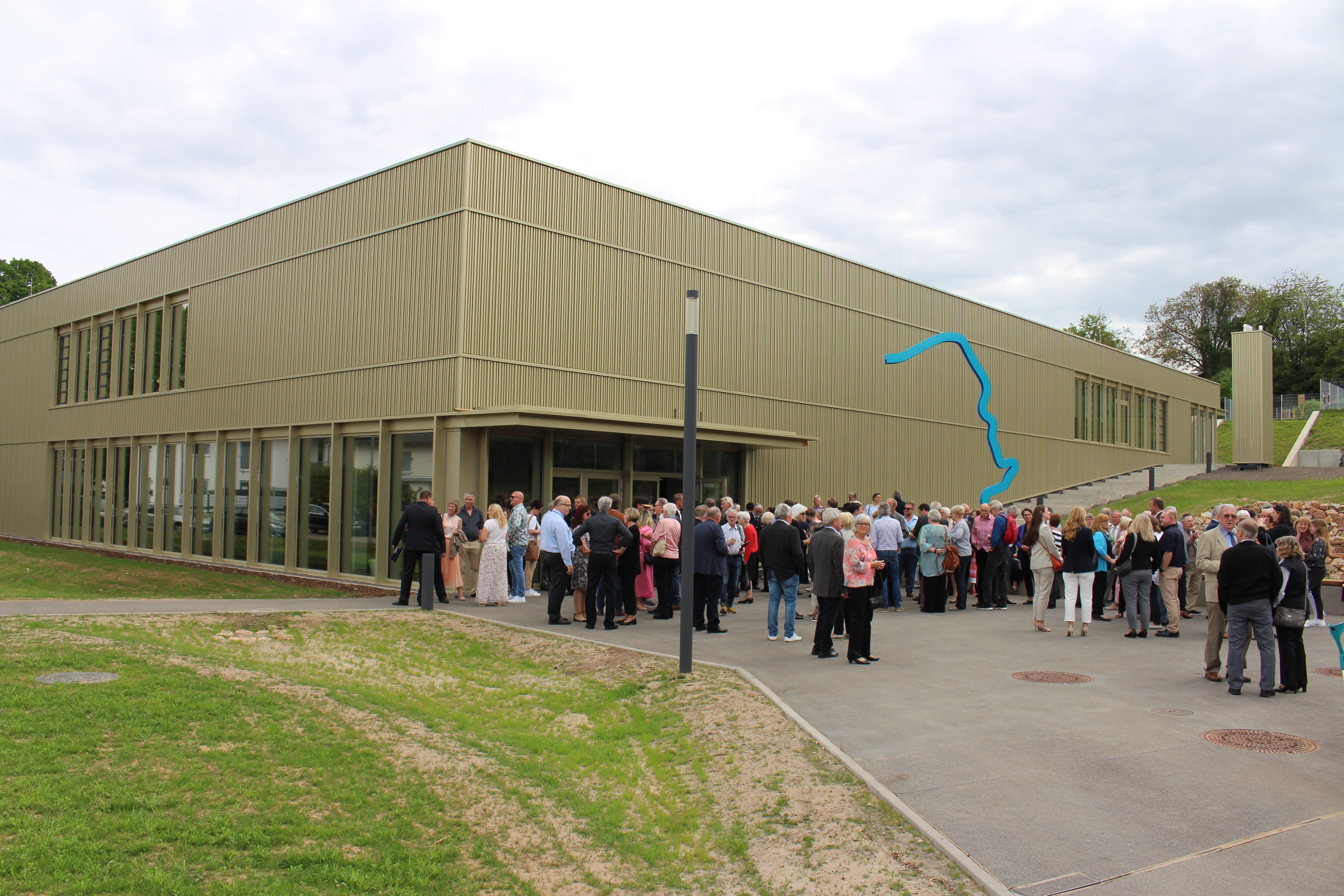
Rheinhessenhalle für Kultur und Sport in der Gemeinde Monsheim (2023)

Der Gemeinderat in Monsheim besteht aus 20 Ratsmitgliedern, die bei der Kommunalwahl am 9. Juni 2024 in einer personalisierten Verhältniswahl gewählt wurden, und dem ehrenamtlichen Ortsbürgermeister als Vorsitzendem.
Die Sitzverteilung im Gemeinderat:
| Wahl | SPD | CDU | Grüne | FWG | LuK | Gesamt |
| ---- | --- | --- | ----- | --- | --- | ------ |
| 2024 | 8   | 5   | –     | 5   | 2   | 20     |
| 2019 | 11  | –   | –     | 9   | –   | 20     |
| 2014 | 6   | 3   | –     | 7   | –   | 16     |
| 2009 | 7   | 3   | –     | 10  | –   | 20     |
| 2004 | 8   | 2   | –     | 10  | –   | 20     |
| 1999 | 8   | 1   | –     | 11  | –   | 20     |
| 1994 | 7   | 1   | 1     | 7   | –   | 16     |
| 1989 | 7   | 1   | –     | 7   | –   | 15     |

- FWG = Freie Wählergruppe Monsheim e. V.
- LuK = Liste unabhängiger Kandidaten e. V.

### Ortsbürgermeister
Kevin Zakostelny (SPD) wurde 2019 Ortsbürgermeister von Monsheim. Bei der Direktwahl am 9. Juni 2024 wurde er mit einem Stimmenanteil von 62,2 % für weitere fünf Jahre im Amt bestätigt.

### Frühere Amtsträger
Paul Michel listet in seiner Dorfchronik die Schultheiße, Maires und Bürgermeister der Gemeinde auf: „Die Namen der Schultheiße lassen sich bis zum Jahre 1797 nicht genau feststellen, weil die Unterlagen fehlen. Erst seit diesem Zeitpunkt liegen präzise Angaben vor. Soweit schriftliche Unterlagen oder Urkunden vorhanden sind, kann man wenigstens die Zunamen feststellen. Der mittelalterliche Namen für den Dorfältesten war „Schultheiß", in der Franzosenzeit „Maire" und nach 1815 „Bürgermeister".“
| Jahr/Zeitraum    | Name             |
| ---------------- | ---------------- |
| Um 1419          | Peter Volmer     |
| Um 1495          | Ulrich           |
| Um 1502          | Hans Ebbers      |
| Um 1522          | Jakob Lotz       |
| Um 1527          | Jakob Beytz      |
| Um 1547          | Hans Ebbers      |
| Um 1609 bis 1631 | Michael Cunzmann |
| Um 1662          | Peter Müller     |
| Um 1692          | Paul Wilhelm     |

| Jahr/Zeitraum     | Name                 |
| ----------------- | -------------------- |
| Um 1699           | Martzall             |
| Um 1720           | Peter Müller         |
| Um 1722           | Philipp Frantzreb    |
| Um 1740           | Bleickhard           |
| 1746 bis 1754 (?) | Adam Müller          |
| Um 1760           | Johann Peter Schmitt |
| Um 1771           | Christian Böss       |
| Bis 1776          | Philipp Frantzreb    |
| 1776 bis 1800     | Jakob Molter         |

| Jahr/Zeitraum | Name                      |
| ------------- | ------------------------- |
| 1800 bis 1808 | Heinrich Wörth            |
| 1809 bis 1815 | Ernst Sevin               |
| 1816 bis 1822 | Krämer                    |
| 1823 bis 1824 | Schäfer                   |
| 1824 bis 1827 | Philipp Pleickhard        |
| 1828 bis 1837 | Daniel Weiss              |
| 1837 bis 1869 | Johann Heinrich Graef     |
| 1869 bis 1871 | Beigeordneter Jakob Weber |
| 1871 bis 1892 | Heinrich Graef II.        |

| Jahr/Zeitraum | Name                       |
| ------------- | -------------------------- |
| 1893 bis 1926 | Jakob Weber                |
| 1926 bis 1941 | Georg Sahler               |
| 1941 bis 1945 | Wilhelm Graf               |
| 1945 bis 1946 | Philipp Moll               |
| 1947 bis 1949 | Heinrich Resch             |
| 1949 bis 1974 | Johann Scherner            |
| 1974 bis 1994 | Gerd Heinz Schilling (FWG) |
| 1994 bis 2019 | Michael Röhrenbeck (FWG)   |
| seit 2019     | Kevin Zakostelny (SPD)     |

### Wappen

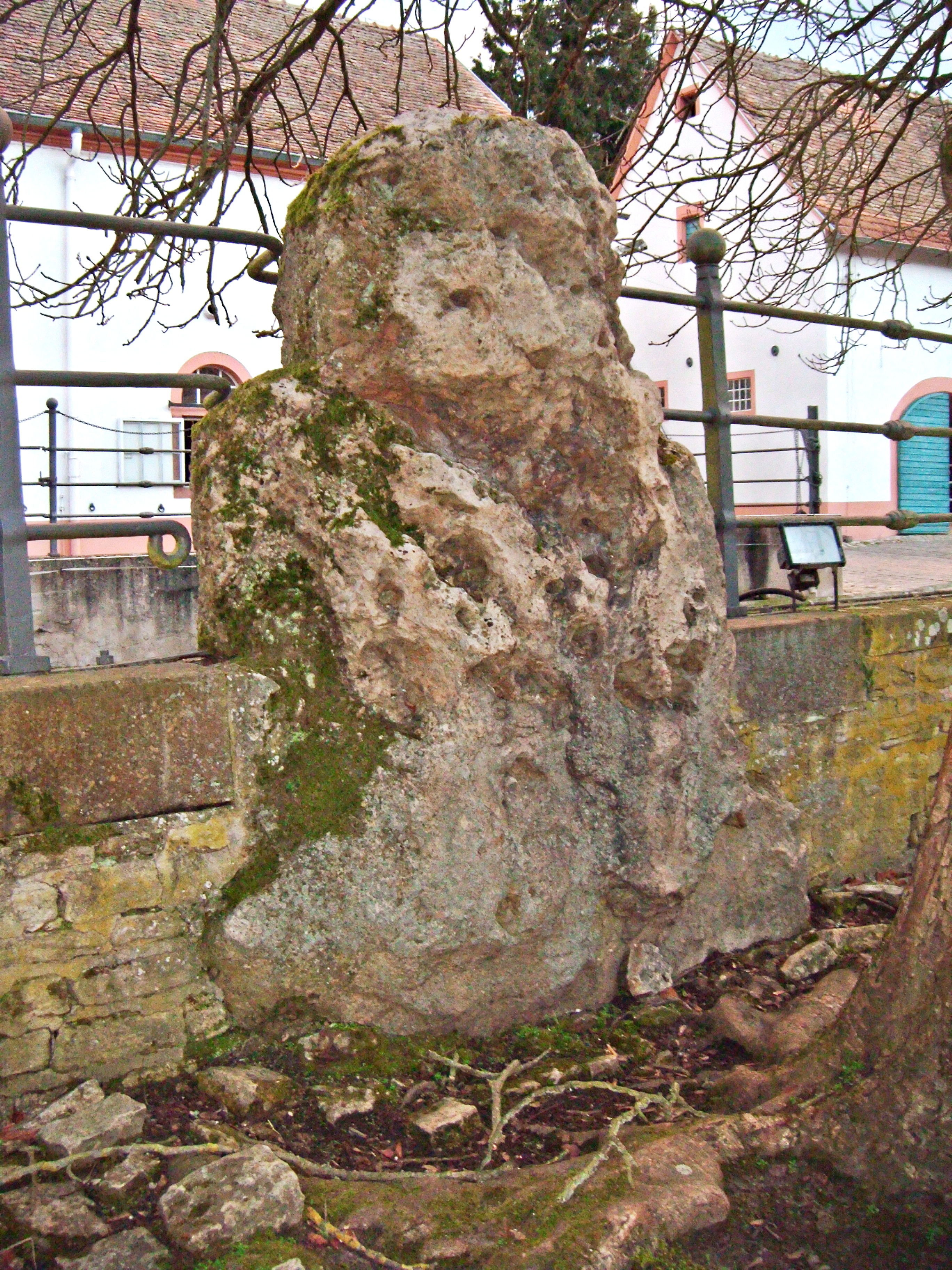
Schlosshof Monsheim, Menhir

| Wappen von Monsheim | Blasonierung: „In geteiltem Schild oben in Rot ein goldenes Kreuz, unten in Blau ein rotbewehrter silberner Adler.“ |
| Wappen von Monsheim | Wappenbegründung: Das Wappen geht auf ein Gerichtssiegel von 1590 zurück.                                           |

## Kultur und Sehenswürdigkeiten

### Kulturdenkmäler
- Das Schloss soll von Ludwig II. von Dalberg, Herr zu Wachenheim und Monsheim (um 1535–1572), errichtet worden sein[17] und wurde im 17. Jahrhundert umgestaltet.
- Im Schlosshof befindet sich der „Monsheimer Hinkelstein“, ein wohl jungneolithischer Menhir.

Siehe auch: Liste der Kulturdenkmäler in Monsheim

## Wirtschaft und Infrastruktur

### Verkehr

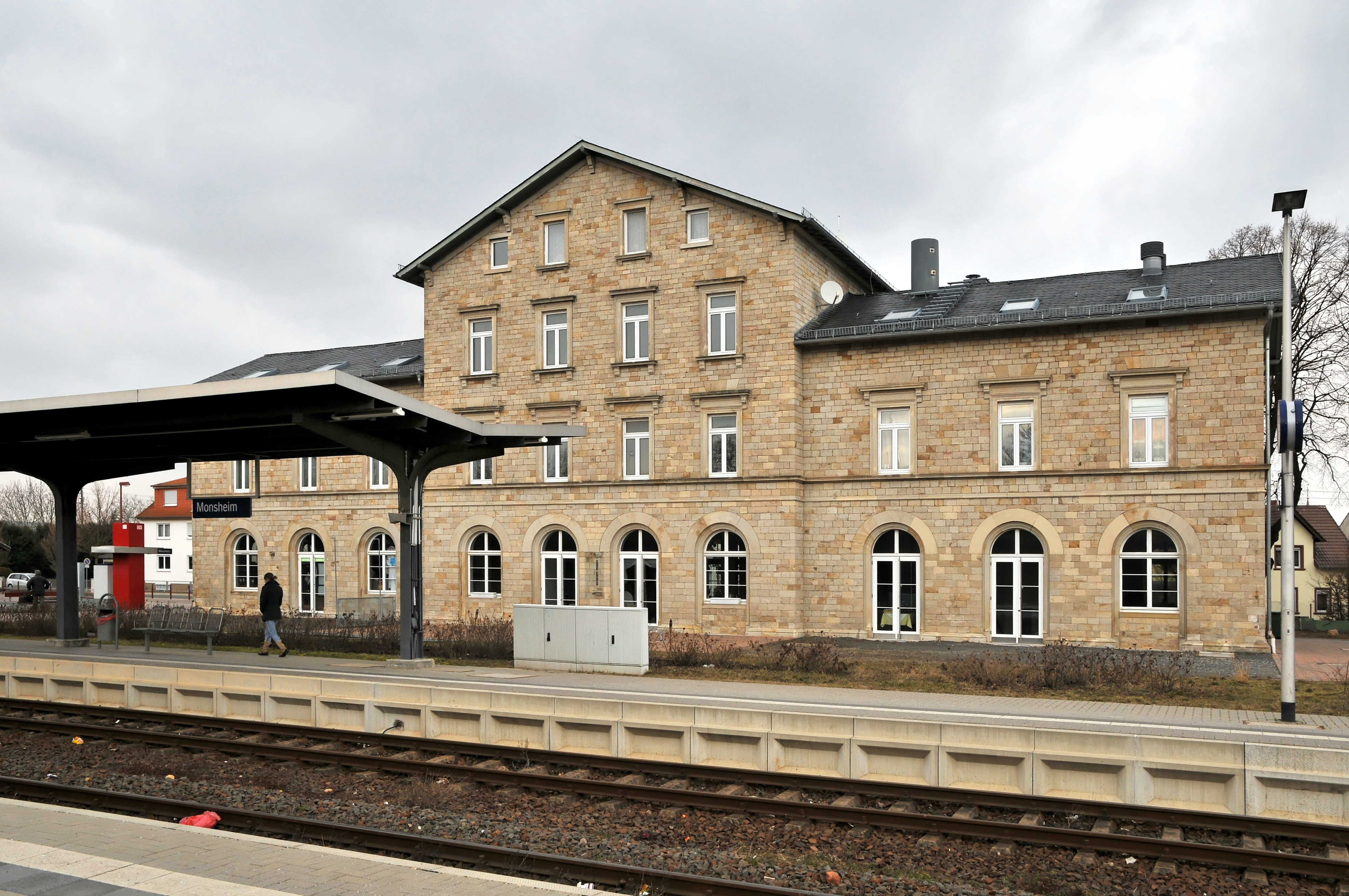
Bahnhof

In Monsheim kreuzen die Bundesstraße 271 und die Bundesstraße 47. Der Bahnhof Monsheim liegt an der Rheinhessenbahn von Bingen am Rhein nach Worms. Außerdem beginnt in Monsheim die Zellertalbahn nach Langmeil, auf der im Sommer Ausflugszüge nach Hochspeyer fahren, und die Pfälzische Nordbahn nach Neustadt an der Weinstraße. Am Wochenende sowie an Feiertagen im Sommer sind Fahrten mit dem Elsass-Express nach Wissembourg möglich.
Weiterhin beginnt in Monsheim die Buslinie 921 nach Kirchheimbolanden.

### Bildung
Die Heinrich-von-Gagern-Grundschule ist seit 2005 auch als Ganztagsschule in Betrieb.

## Persönlichkeiten

### In Monsheim geboren
- Friedrich Georg Philipp von La Roche-Starkenfels (1729–1802), hessen-kasselscher Geheimrat und Regierungspräsident[18]
- Friedrich von La Roche-Starkenfels (1769–1838), preußischer Generalleutnant
- Philipp von La Roche-Starkenfels (1770–1842), Generalmajor der Badischen Armee und Regimentskommandeur
- Ernst von Gagern (1807–1865), bedeutender Priester im Bistum Speyer
- Jakob Finger (1825–1904), Jurist und Politiker, Staatsminister des Großherzogtums Hessen
- Friedrich Balduin Freiherr von Gagern (1842–1910), Reichstagsabgeordneter
- Ernst Christian Finger (1857–1945), Politiker, Abgeordneter der 2. Kammer der Landstände des Großherzogtums Hessen
- Heinrich Graef (1869–1945), Jurist, Kreisdirektor, Direktor der Provinz Oberhessen
- Hans Rasp (1895–1966), Bibliothekar
- Jakob Eckert (1916–1940), Fußball-Nationalspieler
- Frank Nonnenmacher (* 1944), Hochschullehrer für Didaktik der Sozialwissenschaften und Politische Bildung

### Mit Monsheim verbunden
- David Möllinger (1709–1787), Agrarreformer, lebte in Monsheim und ist dort gestorben.
- Heinrich von Gagern (1799–1880), Politiker, Präsident der Frankfurter Nationalversammlung, lebte zeitweise in Monsheim.
- Kathrin Anklam-Trapp (* 1968), Politikerin (SPD) und Vizepräsidentin des Landtages von Rheinland-Pfalz, lebt in Monsheim.